# 筆石島
60°44′S 44°28′W / 60.733°S 44.467°W
筆石島（Graptolite Island），是南極洲的島嶼，位於南奧克尼群島的勞里島東南部，處於菲奇灣東北部，長0.8公里，被國際鳥盟列為重點鳥區，是約91,000雙阿德利企鵝和14,000雙南極企鵝的棲息地，現時由南極條約體系管理。